# اوسووکا (شهرستان خاینووکا)
اوسووکا (به لهستانی:  Osówka) یک روستا در لهستان است که در گمینا چژه واقع شده‌است.